# Koul Porter
Koul Porter (engl. Cole Albert Porter, 9. jun 1891 – 15. oktobar 1964) bio je američki kompozitor i tekstopisac. Rođen je u bogatijoj porodici iz države Indiane, ali je prkosio željama svog uticajnog dede kako bi se posvetio muzičkoj karijeri. Iako je stekao klasično muzičko obrazovanje, specijalizirao se za mjuzikle. Prve uspehe je stekao 1920-ih, da bi 1930-ih postao jednim od najuticajnijih i najpopularnijih autora na Brodveju. Za razliku od većine brodvejskih kompozitora, Porter je pisao i muziku i tekst za svoje pesme.
Godine 1937. je doživio tešku nesreću na jahanju, zbog koje je ostao obogaljen i decenijama trpeo strahovite bolove. Zbog toga je 1940-ih imao poteškoće da ponovi ranije uspjehe, ali se 1948. trijumfalno vratio s popularnim mjuziklom Kiss Me, Kate.
Među najpopularnijim Porterovim mjuziklima su Fifty Million Frenchmen, DuBarry Was a Lady, Anything Goes i Can-Can, a među brojnim hit pesmama su Night and Day, I Get a Kick out of You, Well, Did You Evah! i I've Got You Under My Skin. Takođe je komponovao niz partitura za holivudske filmove od 1930-ih do 1950-ih.
Godine 1919. se oženio za aristokratkinju Lindu Li Tomas. Iako je ona od samog početka bila svesna Porterove homoseksualnosti, brak je bio srećan i održao se sve do njene smrti 1954. godine.

## Život i karijera

### Rane godine
Porter je rođen u Peruu, Indijana, kao jedino preživelo dete u bogatoj porodici. Njegov otac, Samjuel Fenvik Porter je po zanimanju bio apotekar. Njegova majka, Kejt, je bila ćerka Džejmsa Omara „Dž. O.” Kola, „najbogatijeg čoveka u Indijani“, špekulanta uglja i drva, koji je dominirao porodicom. Dž.O. Kol je sagradio paru kuću na svom imanju u oblasti Perua, poznatom kao Vestlej farme. Nakon srednje škole, Porter se vraćao u svoj dom iz detinjstva samo u povremene posete.
Porterova majka, koja je bila snažne volje, obožavala ga je i počela je sa njegovom muzičkom obukom od ranoj mladosti. Naučio je violinu sa šest godina, klavir sa osam, a prvu operetu (uz pomoć majke) napisao je sa deset. Ona je falsifikovala njegovu zabeleženu godinu rođenja, promenivši je iz 1891. u 1893. kako bi izgledalo da je prerano sazreo. Njegov otac, stidljiv i nenametljiv čovek, igrao je manju ulogu u Porterovom vaspitanju, iako je kao pesnik amater možda uticao na darovitost svog sina za rimu i metriku. Porterov otac je takođe bio talentovan pevač i pijanista, ali odnos oca i sina nije bio blizak.
Dž. O. Kol je želeo da njegov unuk postane advokat, i imajući to na umu, poslao ga je na Vorčestersku akademiju u Masačusetsu 1905. Porter je sa sobom u školu doneo uspravni klavir i otkrio da su muzika i njegovu sposobnost da zabavi olakšali sklapanje prijateljstava. Porter je dobro napredovao u školi i retko je dolazio kući u posetu. Postao je najbolji đak u razredu, i deda ga je nagradio obilaskom Francuske, Švajcarske i Nemačke. Ulazeći na Jejl koledž 1909. godine, Porter je diplomirao engleski jezik i muziku, a takođe je studirao francuski. On je bio član bratstva Skrol i Ki i Delta Kapa Epsilon, i doprinosio je humorističkom časopisu The Yale Record. Koul je prvi član a kapela pevačke grupe Vifenpufs i učestvovao je u nekoliko drugih muzičkih klubova; u svojoj poslednjoj godini. On je izabran za predsednika Jejl Gli Kluba i bio je njegov glavni solista.

## Znamenite pesme
Uz navedena dela su navedene pozorišne predstave, odnosno igrani filmovi. U slučajevima gde je pozorišni mjuzikl ekraniziran navodi se godina pozorišne predstave.
- (1916)
- (1919)
- (1928)
- (1929)
- (1929)
- (1930)
- (1932)
- (1933)
- (1934)
- (1934)
- (1935)
- (1936)
- (1936)
- (1937)
- (1937)
- (1938)
- (1939)
- (1939)
- (1940)
- (1941)
- (1941)
- (1942)
- (1942)
- (1943)
- (1944)
- (1946)
- (1947)
- (1948)
- (1950)
- (1950)
- (1953)
- (1954)
- (1955) High Society (film)—"Mind if I Make Love to You?", "True Love", "Who Wants to Be a Millionaire?", "You're Sensational"}-
- (1956)
- (1958)

Detaljniji popis pesama Koula Portera, zajedno s datumima kompozicija i originalnim izvođenjima su mogu pronaći onlajn.

## U popularnoj kulturi
O Porterovom životu su snimljena dva biografska filma. Prvi je bio Night and Day, snimljen 1946. godine za vreme njegovog života, gdje ga je tumačio Keri Grant, a koji je bio „očišćen” od svih za tadašnje stanarde previše „pikantnih” detalja. Godine 2004. je snimljen De-Lovely, gde ga je tumačio Kevin Klajn.
Porter se pojavljuje i kao lik u Alenovom filmu Midnight in Paris 2011. godine, gde ga tumači Iv Hek.

## Napomene
1. ↑  Porterovi roditelji su imali dvoje dece koja su umrla u detinjstvu pre njegovog rođenja – Luisa Omara (rođenog i umrlog 1885) i Rejčel (1888–90).[1]
2. ↑  Porterov otac je došao u Peru, Indijana, iz Vevaja, Indijana. Na kraju je posedovao tri apoteke u Peruu.[4]
3. ↑  Porterov pradeda, A. A. Kol, došao je u Peru, Indijana, 1834. iz Konektikata, kao dete. Dž. O. Kol je odrastao u Peruu, ali se preselio na zapad tokom zlatne groznice 1849. Svoje bogatstvo je stekao u Kaliforniji i uložio ga u poljoprivredno zemljište u Indijani i drvnu građu, ugalj i naftu u Zapadnoj Virdžiniji.[6]

## Literatura
- Citron, Stephen (2005). Noel & Cole: the Sophisticates. Milwaukee: Hal Leonard Corporation. ISBN 978-0-634-09302-9.
- Coward, Noël (1982).  Graham Payn; Sheridan Morley, ур. The Noël Coward Diaries (1941–1969). London: Methuen. ISBN 978-0-297-78142-4.
- Kimball, Robert (1984). The Complete Lyrics of Cole Porter. New York: Vintage Books. ISBN 978-0-394-72764-6.
- Kimball, Robert (1991). Cole Porter: Overtures and Ballet Music, Liner note to EMI CD CDC 7 54300 2. London: EMI Records. OCLC 315563881.
- Kimball, Robert (1992). „Cole Porter”. You're the Top: Cole Porter in the 1930s. Indianapolis: Indiana Historical Society. ISBN 978-0-87195-089-5.
- Kimball, Robert (1999). „Cole Porter”. You're Sensational: Cole Porter in the '20s, '40s, & '50s. Indianapolis: Indiana Historical Society. ISBN 978-0-87195-129-8.
- McBrien, William (1998). Cole Porter: A Biography. New York: Alfred A. Knopf. ISBN 978-0-394-58235-1.
- Schwartz, Charles (1977). Cole Porter: A Biography. New York: Da Capo Press. ISBN 978-0-306-80097-9.
- Seuss, Dr (2012).  Richard Marschall, ур. Just What the Doctor Disordered: Early Writings and Cartoons of Dr. Seuss. Mineola, NY: Dover. ISBN 978-0-486-49846-1.
- Algeo, Matthew (2011). Harry Truman's Excellent Adventure: The True Story of a Great American Road Trip. Chicago: Chicago Review Press. ISBN 9781569767078.
- Miller, Michael (2008). The Complete Idiot's Guide to Music History. Penguin. ISBN 978-1-440-63637-0.
- Greher, Gena R. „Night & Day: Cole Porter, hip hop, their shared sensibilities and their teachable moments.”. College Music Symposium. 49.. 2009. online
- Hill, Edwin. „Making claims on echoes: Dranem, Cole Porter and the biguine between the Antilles, France and the US.”. Popular Music. 33 (3): 492—508. 2014..
- McAuliffe, Mary (2016). When Paris Sizzled: The 1920s Paris of Hemingway, Chanel, Cocteau, Cole Porter, Josephine Baker, and Their Friends. Rowman & Littlefield. ISBN 978-1442253322.. Шаблон:Place missing
- Porter, Cole (2019). The Letters of Cole Porter. Yale University Press. ISBN 978-0300219272.. Шаблон:Place missing
- Randel, Don M., Matthew Shaftel, and Susan Forscher Weiss, eds. A Cole Porter Companion; (U of Illinois Press, 2016).  0252040090 Шаблон:Place missing
- Savran, David. „'You've got that thing': Cole Porter, Stephen Sondheim, and the Erotics of the List Song.”. Theatre Journal. 2012. : 533–548. online[мртва веза]
- Spirou, Penny. „From Night and Day to De-Lovely: cinematic representations of Cole Porter.”. Refractory: a journal of entertainment media. 2011. 18 : 1–13.
- Wells, Ira. „Swinging Modernism: Porter and Sinatra beneath the Skin.”. University of Toronto Quarterly. 79 (3): 975—990. 2010..

## Spoljašnje veze
- The Cole Porter Resource Site
- The Cole Porter Reference Guide
- Koul Porter на сајту Internet Archive (језик: енглески)
- Koul Porter na veb-sajtu  (језик: енглески)
- Koul Porter на веб-сајту Internet Off-Broadway Database (језик: енглески)
- Cole Porter на веб-сајту  (језик: енглески)